# En Ghentar se muere fácil
En Ghentar se muere fácil (A Ghentar si muore facile) es una película de acción y aventuras italo-española de 1967, dirigida por León Klimovsky.

## Argumento
Para derrocar al gobierno de un país exótico, los rebeldes emplean a un experto en buceo, Terry Grayson. Debe recuperar un tesoro del fondo del mar que proporcionará un buen apoyo financiero a sus proyectos.

## Rodaje
Las escenas de la película fueron rodadas en Melilla.

## Ficha técnica
- Título en español: En Ghentar se muere fácil
- Título original en italiano: A Ghentar si muore facile
- Género: película de aventuras, película de acción
- Dirigida por: León Klimovsky
- Asistente de dirección: Renzo Girolami
- Escenario: Tito Carpi, Gino De Santis, Manuel Martínez Remís, Roberto Natale
- Música: Carlo Savina
- Producción: Marino Girolami, Rafael Marina producciones, Ennio Girolami asistente de producción, para Marco Film, R.M. Films
- Fotografía: Mario Fioretti
- Edición: Antonietta Zita
- Duración: 117 min
- Efectos especiales: Manuel Vaquero
- Escenas: Saverio D'Eugenio
- Vestuario: Giorgio Desideri, Peris Hermanos
- Maquillaje: Carlos Vásquez
- País de producción: Italia, España
- Año de lanzamiento: 1967
- Idioma original: italiano, español

## Distribución
- George Hilton: Terry Grayson
- Enio Girolami (bajo el seudónimo de Thomas Moore): Kim / Gothar
- Marta Padovan: María
- Venancio Muro: Botul
- Alfonso Rojas: General Lorme
- Luis Marín: Sirdar
- Attilio Severini: coronel